# Cervecería Polar
Cervecería Polar C.A. es una subsidiaria de la empresa venezolana Empresas Polar, encargada de fabricar cervezas y bebidas a base de malta. Sus principales fábricas se ubican en Caracas, Maracaibo, San Francisco, Barcelona y San Joaquín. 
Cervecería Polar actualmente controla cerca del 75% del mercado local mientras que el resto lo tiene la empresa Cervecería Regional. Tiene una filial encarga de la producción de vinos y sangrías llamado Bodegas Pomar.
Actualmente solo está funcionando la fábrica de San Joaquín del Estado Carabobo, de las cuatro que había en Venezuela.

## Historia

### 1941–1959

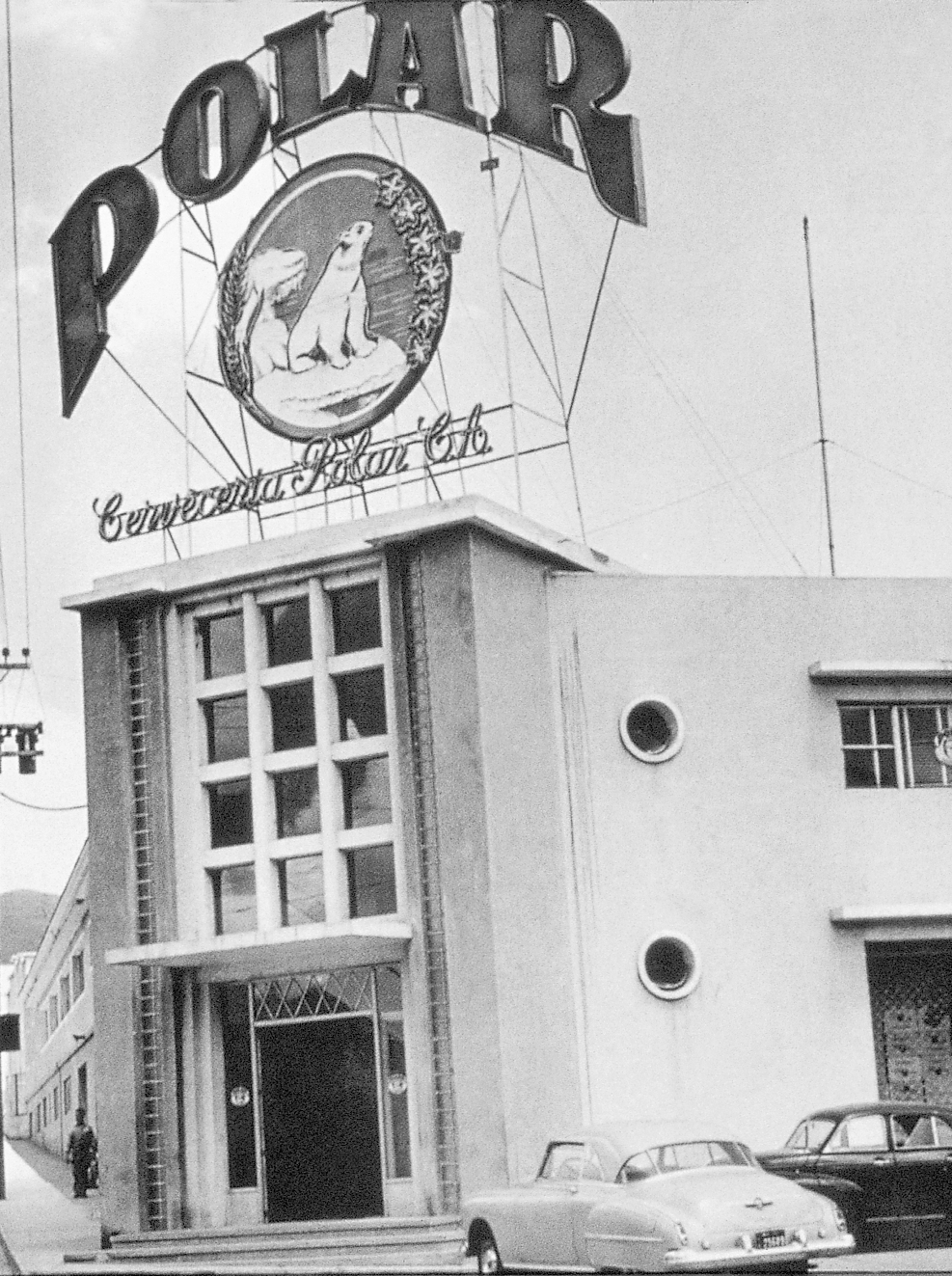
Fachada de la fábrica de Cervecería Polar en Antímano, Caracas.

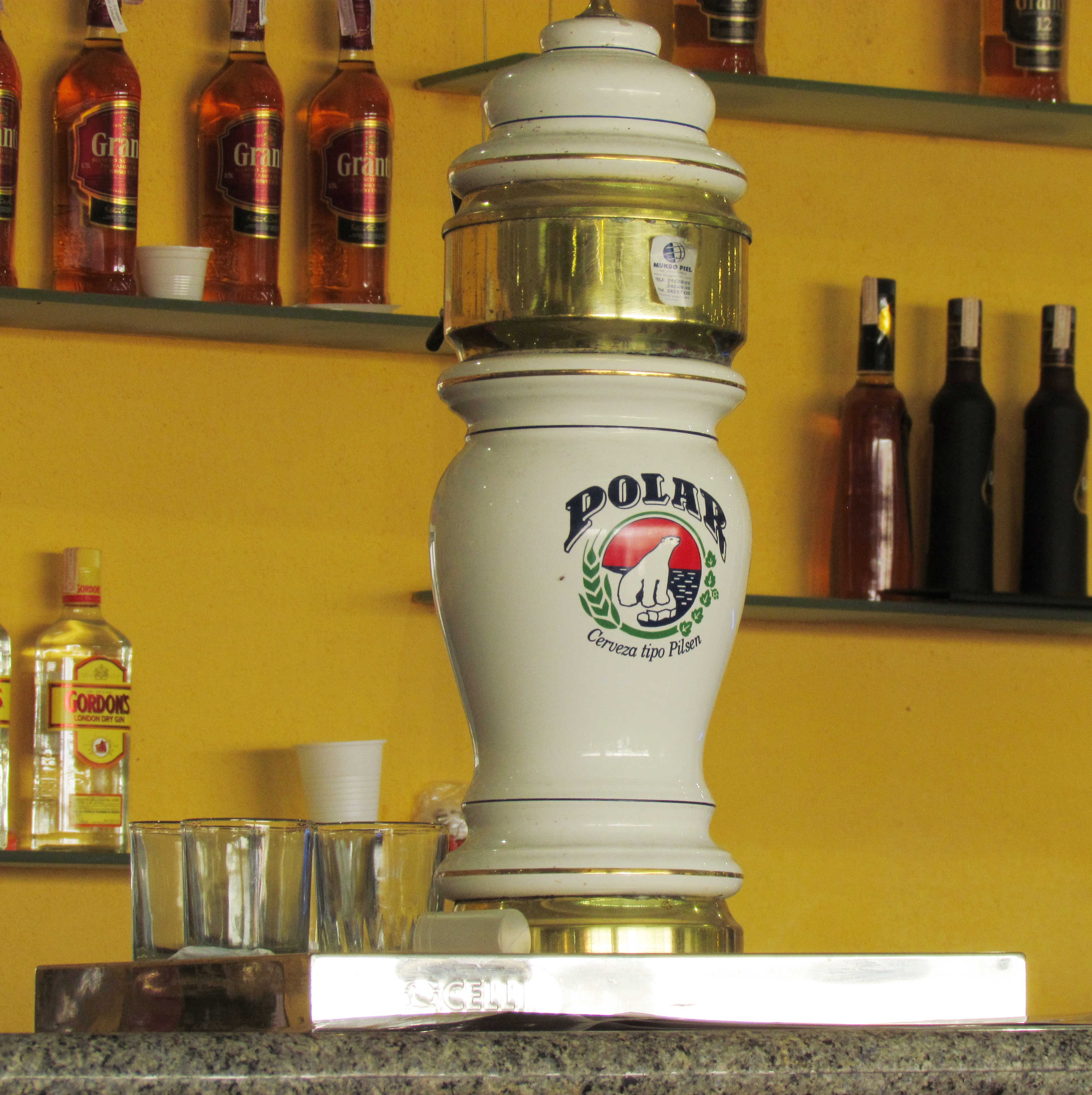
Surtidor de Cerveza Polar.

Fue fundada por el abogado y empresario Lorenzo Mendoza Fleury, junto con sus socios Rafael Luján y Karl Eggers en 1939 y se puso en marcha el día 14 de marzo de 1941, comenzando a producir su producto Cerveza Polar, con solo 50 trabajadores, con una capacidad de 30.000 litros de cerveza mensuales.
En enero de 1943, es incorporado a la empresa el maestro cervecero checoslovaco Carlos Roubicek (1916-2004) quien planteó a la directiva de la empresa la necesidad de cambiar la fórmula de la cerveza a tipo Pilsen, basándose en los gustos del público de entonces, lo que, junto a la publicidad adecuada la llevó rápidamente a convertirse en un producto popular. 
En 1948, surge bajo la supervisión de Juan Lorenzo Mendoza Quintero, hijo de Mendoza Fleury la primera compañía comercializadora de los productos de Cervecería Polar. Desde 1951 la empresa produce Malta Polar ahora conocida como Maltín Polar.  
Llega el año 1950 y arrancan las operaciones de una segunda planta cervecera, esta vez en el oriente del país; al año siguiente, se suma otra en Los Cortijos, complementando la producción ya insuficiente de la Planta de Antímano, con una cantidad aproximada de 140 trabajadores y con capacidad de producción de 500 mil litros mensuales de producto.
En 1955 empieza a producir la Solera, a través de ediciones especiales a lo largo de los años y fija en el portafolio de marcas desde 1992.  

Contando para entonces con tres plantas cerveceras en operación y siendo las hojuelas de maíz uno de los ingredientes fundamentales de la exitosa fórmula ideada por Roubicek para la cerveza Polar, la empresa decide construir su propia planta procesadora de maíz en Turmero, estado Aragua, con el fin de sustituir la importación y autoabastecerse. Esta decisión sería un paso determinante en el posterior desarrollo del negocio de alimentos.    

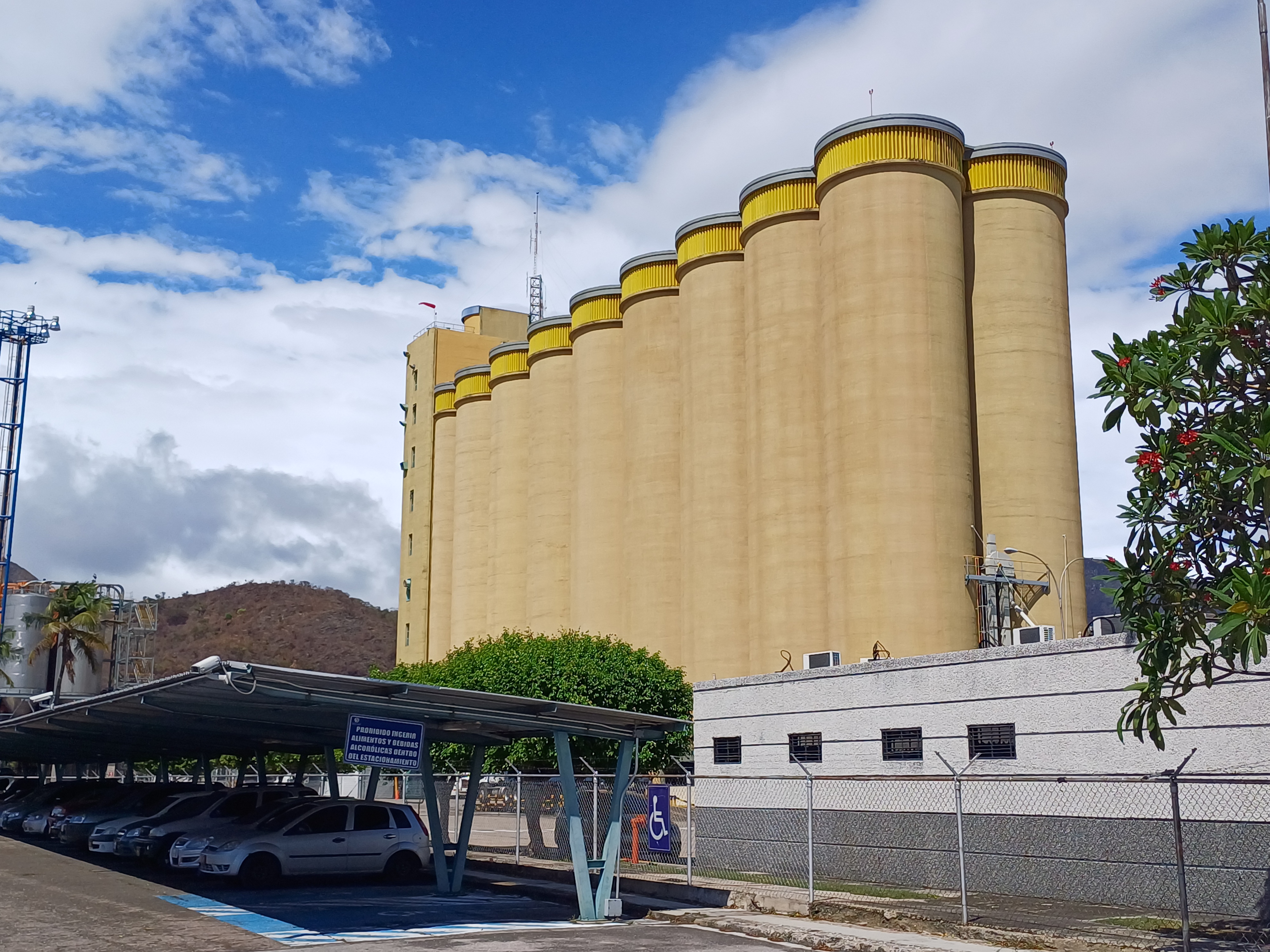
Fábrica de Cervecería Polar en San Joaquín.

### 1960–1989

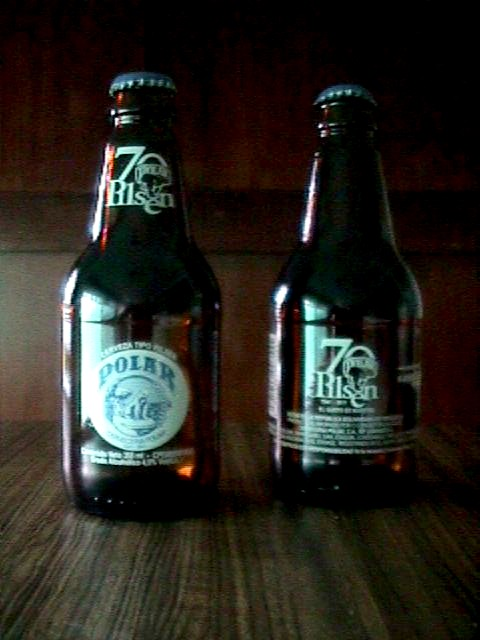
Botella de Polar Pilsen edición aniversario.

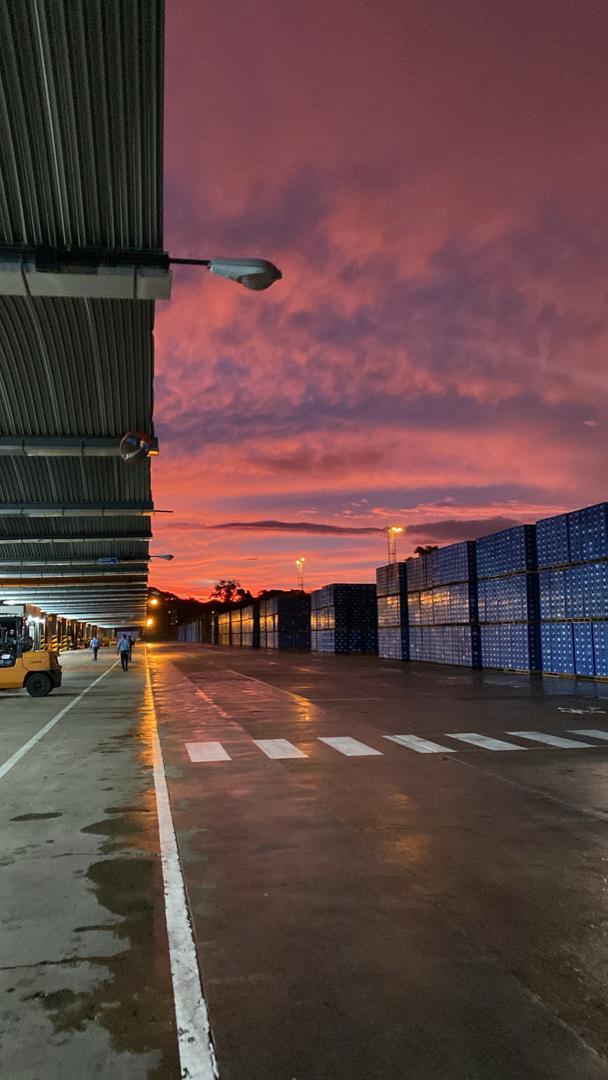
Patio de Cervecería Polar en San Joaquín Carabobo.

En 1960 se sumaría otra planta cervecera en Maracaibo, para atender el occidente del país, produciendo 4 millones de litros mensuales y manejada por 115 empleados, y años más tarde empieza la construcción de Cervecería Polar Planta San Joaquín, que comenzó a operar en 1978 con una capacidad de 12 millones de litros por mes.  
Para 1985 se crea las Bodegas Pomar ubicado en Carora, Estado Lara, que estuvieron asociadas con Martell de Francia durante algún tiempo, y que se dedica a la producción de vinos, y en 2002 agrega a su producción la sangría llamada Caroreña.

### 1990–2009
En 1996 decide lanzar al mercado su línea de cerveza ligera con su marca Polar Light a la que seguirían Polar Ice en 2001 y Solera Light en 2004. Entre 1999 y 2002 hubo un cambio en el gusto del consumidor venezolano que hizo que la cerveza Polar fuera desplazada del primer lugar de consumo por la cervezas de tipo ligera o light, desde 2003 Polar Ice reemplaza ese lugar de preferencia.
También produce Maltín Polar Light que llega en 2005 como malta con una propuesta baja en calorías y, finalmente en 2007, se une Polar Zero al portafolio, siendo la única cerveza libre de alcohol elaborada en el país.

### 2010–en la actualidad
Desde inicio de la década de 2010 la empresa ha tenido diversos inconvenientes de materia prima debido a tener aprobado por el gobierno venezolano los recursos para la importación de cebada malteada. Entre 2016 y 2017 todas las plantas vieron una pausa en la producción gracias a los problemas de materia prima que se venía presentando años antes.A esto se le suma las constantes amenazas de expropiación por parte del Gobierno Venezolano.
En 2018 paralizó la producción en la Planta Los Cortijos en Caracas. A esta se le sumó en octubre de 2019, la planta en Maracaibo.Desde entonces solo las plantas en San Joaquín y Oriente se mantienen operativas.
A partir de 2023, también se empezó a comercializar de forma más frecuente la cerveza en lata.
En 2024, lanzó la cerveza Polar Premium Beer, compuesta por cebada canadiense, lúpulo del Valle de Yákima (Washington), una cepa de levadura alemana y agua, solo para el público de Estados Unidos.

## Productos
- Cerveza Polar
- Polar Light
- Polar Premium Beer. (Solo en Estados Unidos).[14]
- Solera
  - Solera (Verde)
  - Solera Light (Azul)
  - Solera Märzen (Morena)
  - Solera IPA
  - Solera Kriek
  - Solera Reserva
  - Solera Kölsch[15]
- Maltín Polar
  - Maltin Polar Light
- Sangría Caroreña
  - Sangría Caroreña Light
  - Sangría Caroreña Blanca
  - Caroreña Verano (sangría tinta gasificada)

### Productos hoy desaparecidos del mercado
- Polar Ice
- Polar Zero
- Vox (cerveza con aroma de limón).
- Bock (cerveza negra tipo Stout, renombrada luego como Polar Negra).
- Solera Black (Negra)
- Solera Alt